# Дузь, Иван Михайлович
Иван Михайлович Дузь (18 ноября 1919, Волочиск — 21 ноября 1994, Одесса) — украинский советский прозаик, публицист, журналист, редактор, литературовед, театровед, педагог, доктор филологических наук, профессор, член Союза писателей СССР, заслуженный работник культуры Украинской ССР.

## Биография
И. М. Дузь родился 18 ноября 1919 года в Волочиске (ныне Хмельницкой области Украины).
После окончании Волочисской средней школы, в 1937 году поступил на украинское отделение филологического факультета Одесского государственного университета. На студенческие годы пришлось начало его литературной деятельности.
Участник Великой Отечественной войны. 
С июля 1941 — на фронте. Начинал войну лейтенантом, — окончил в 1945 году капитаном, командиром миномётной батареи. Был тяжело ранен. Участвовал в боях за освобождение городов: Житомира, Тернополя, Кракова, Братиславы. В 1942 году стал коммунистом. Его стихи и корреспонденции печатались на страницах фронтовых газет.
Обучение в университете завершил уже после войны. Затем учительствовал в родном городе, преподавал украинский язык и литературу.
В 1951—1952 годах был редактором Волочисской районной газеты «Заря». Позже работал корреспондентом в Хмельницкой областной газете «Советское Подолье».
В 1954 - 1955 годах работал старшим преподавателем кафедры украинской литературы Одесского педагогического института имени К. Д. Ушинского.
После окончания аспирантуры при Одесском государственном университете, в  1954 году защитил диссертацию «Правда в борьбе за идейность и художественное совершенство украинской советской литературы (1929—1941 годов)» на соискание учёной степени кандидата филологических наук, а в 1967 году стал доктором филологических наук, защитив диссертацию «Остап Вишня и развитие украинской советской сатиры и юмора». В 1968 году ему присвоено учёное звание профессора.
Работал в Одесском государственном университете: преподавателем, доцентом, профессором кафедры украинской литературы, а в 1957—1964 и в 1970—1981 годах был деканом филологического факультета; в 1972—1988 годах заведовал кафедрой украинской литературы. В 1950-е годы редактировал университетскую газету «За научные кадры».
Возглавлял одесские областные отделения общества «Знание» и общества «Украина». Выступал с лекциями не только по Украине, но и в США и в Канаде.
Возглавлял Одесскую организацию Союза писателей Украины. Был делегатом IV—VII съездов писателей Украины, V Всесоюзного съезда писателей.
Активно отстаивал принципы коммунистической партийности в литературе, выступал с острой критикой украинских диссидентов (выступал против В. Стуса: журнал "Прапор", Харьков, 1984, №2, с. 98).
Умер 21 ноября 1994 года в Одессе. Похоронен на 2-м христианском кладбище.

## Научная деятельность
Автор работ по истории украинской литературы, методологии и методики преподавания литературы. 
Автор сборника рассказов  (укр.) «На все життя» (1986).

#### Избранные труды
- (укр.) Павло Усенко: критико-біографічний нарис. — Київ, 1958. — 133 с.
- (укр.) Олександр Корнійчук: Літературний портрет. — Київ: Держ. вид-во худож. л-ри, 1963. — 136 с.
- (укр.) Остап Вишня: життя і творчість. — Київ, 1965. — 250 с.
- (укр.) Петро Панч. — Київ, 1968. — 133 с.
- (укр.) Вивчення творчості Остапа Вишні в школі. — Київ: Рад. школа, 1970. — 128 с.
- (укр.) З любов'ю до людей.// Вишня Остап. Вишневі усмішки: Усмішки, фейлетони, нариси. — Одеса, 1978. — С. 5 — 8.
- (укр.) Текстологія п’єс Олександра Корнійчука: Навчальний посібник / Одеський держ. ун-т ім. І. І. Мечникова. — Одеса: ОДУ, 1982. — 72 с.
- (укр.) Від задуму до прем’єри: Творча історія п’єс Олександра Корнійчука. — Київ: Рад. письменник, 1985. — 205 с.
- (укр.) Переможці забуття: Літературно-критичні нариси. — [Одеса]: Маяк, 1992. — 176 с.

## Награды
СССР:
- Орден Красного Знамени (1945)
- Орден Отечественной войны I степени (трижды: 1944, 1945, 1985)
- Орден «Знак Почёта»
- медали СССР
  - Медапь "За победу над Германией в Великой Отечественной войне 1941—1945 гг." и другие

Украины:
- Почётный знак отличия Президента Украины (1994)[1]

Иностранные:
- Орден «Кирилл и Мефодий» I степени (НРБ)

Почётные звания
- Заслуженный работник культуры Украинской ССР (за активную лекторско-пропагандистскую деятельность)
- Почётный гражданин города Тернополя